# Serena Grandi
Serena Faggioli, uměleckým jménem Serena Grandi či Vanessa Steiger (Boloňa, 23. března 1958) je italská herečka a televizní osobnost, považovaná za ikonu a sex symbol italské komediální, hororové a erotické kinematografie osmdesátých a devadesátých let. Byla známá pro své výrazné tělesné přednosti a v 80. letech byla jednou z vůdčích italských Pin-up girls.
Serena Faggioli vystudovala programátorství, ale brzy se začala věnovat herectví – první malé role dostala ve filmech Ring od Luigi Petriniho a La Compagna di viaggio od Ferdinanda Baldiho. Následně si zahrála v kontroverzním hororovém snímku Antropophagus (Antropofág). Její první hlavní role přišla ve filmu Miranda od Tinta Brasse, která jí vynesla velkou popularitu a ustavila jí jednou z hlavních sex symbolů své doby. V roce 1991 se provdala za antikváře Beppe Ercola, s nímž měla jednoho syna. V roce 1998 se rozvedli. V 90. letech již nebyla tak obsazovaná a postupně z filmového herectví poněkud vycouvala. Točila spíše seriály. V roce 2006 kandidovala ve volbách ve straně Azione Sociale Alessandry Mussolini, ale nebyla zvolená. V roce 2008 se k filmu vrátila snímkem Il Papà di Giovanna (Giovannin otec). Jejím zatím posledním filmem je komedie My Italy (2016).

## Filmografie
- Ring (1978)
- La Compagna di viaggio (1980)
- Antropophagus (1980, jako Vanessa Steiger)
- Tranquille donne di compagna (1980)
- La compagna di viaggio (1980)
- Teste di cuoio (1981)
- Malamore (1982)
- Pierino la peste alla riscossa (1982)
- Pierino colpisce ancora (1982)
- Tu mi turbi (1983)
- Acapulco, prima spiaggia... a sinistra (1983)
- A Boy and a Girl (1983)
- Sturmtruppen II (1983)
- The Adventures of Hercules (1985)
- Miranda(1985)
- Sogni e bisogni (1985, TV minisérie)
- Desiderando Giulia (1986)
- La Signora della notte (1986)
- Zanzibar (1986, TV)
- Exploits of a Young Don Juan (1986)
- Delirium (1987)
- Teresa (1987)
- Rimini Rimini (1987)
- Roba da ricchi (1987)
- Abbronzatissima (1987)
- L'insegnante di violoncello (1989)
- In nome del popolo sovrano (1990)
- Vendetta: Secrets of a Mafia Bride (1990, TV)
- Donne sottotetto (1992)
- Saint Tropez, Saint Tropez (1992)
- Per odio per amore (1991, TV)
- Il prezzo della vita (1993, TV)
- Graffiante desiderio (1993)
- Delitto passionale (1994)
- La strana storia di Olga O. (1995)
- Ladri si nasce (1997, TV)
- Gli inaffidabili (1997)
- Monella (1998)
- Radiofreccia (1998)
- Anni '50 (1998, TV minisérie)
- Le ragazze di Piazza di Spagna (1998, TV seriál)
- Il Papà di Giovanna (2008)
- Una sconfinata giovinezza (2010)
- La Grande Bellezza (2013)
- My Italy (2016)